# Piramidi di luce

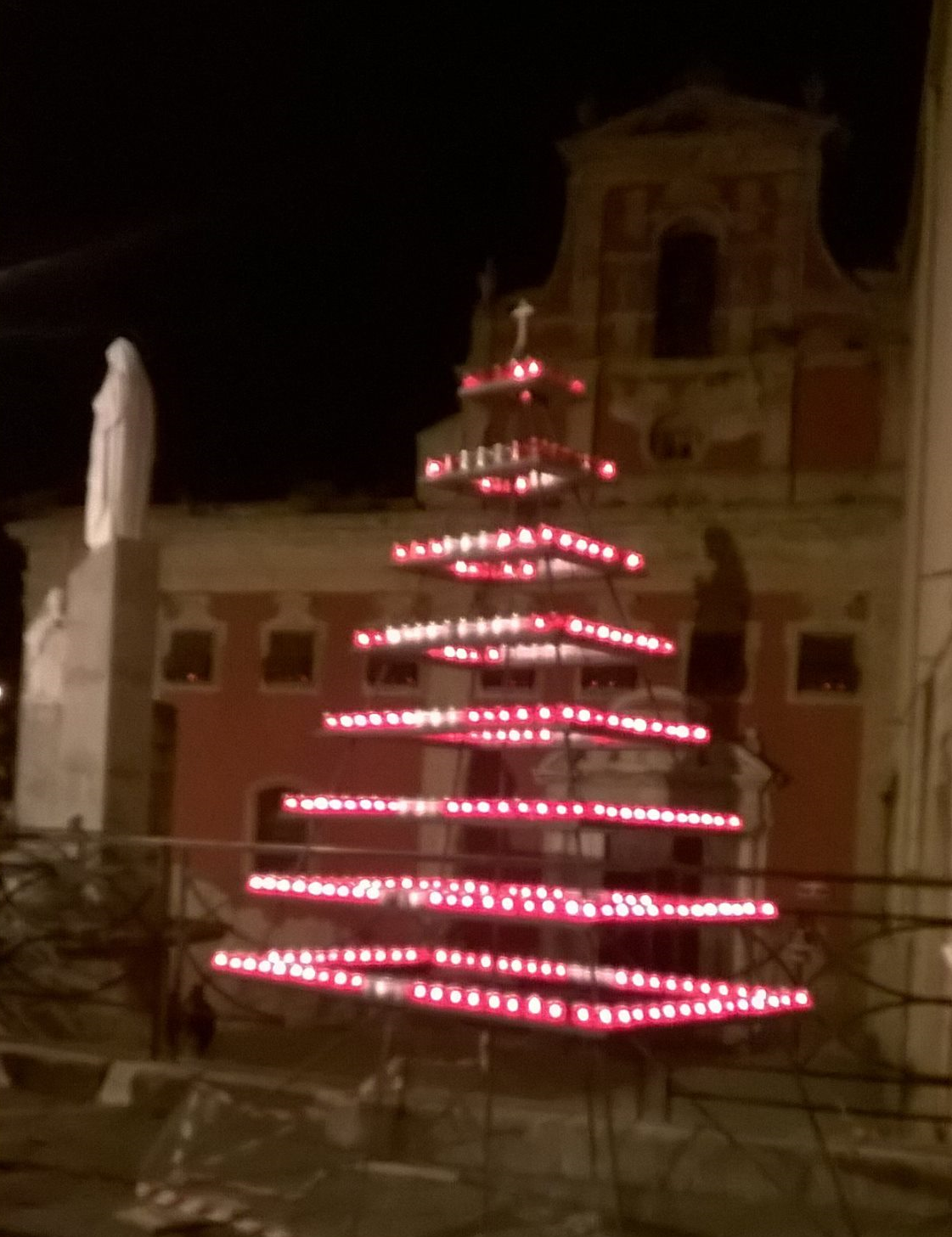
Piramide di luce davanti alla chiesa di Santa Croce a Caltanissetta

Le piramidi di luce o macchine di luce sono strutture nate per portare, in epoca ante-elettricità, le candele o lumini necessari ad illuminare le processioni della Settimana Santa di Caltanissetta lungo le vie del centro cittadino.

## Storia
Scomparse dopo il 1900, sono state "riscoperte" di recente e rivisitate in chiave moderna con struttura in ferro. Quelle originarie in legno erano enormi candelabri capaci di sostenere centinaia di candele; quella posta davanti alla cattedrale era alta fino a 6 metri. Secondo lo storico nisseno Michele Alesso, erano in legno e furono ammirate da Ferdinando I delle Due Sicilie durante la sua visita in città nel 1806.
(Michele Alesso)